# アルビアン・アイエティ
アルビアン・アイエティ（Albian Ajeti, 1997年2月26日 - ）は、スイス・バーゼル出身のサッカー選手。元スイス代表。ガズィアンテプFK所属。ポジションはフォワード。兄はサッカー選手のアルリンド・アイエティ。

## 経歴

### バーゼル
2005年、FCバーゼルの下部組織で双子の兄と共にサッカーを始める。2013-2014シーズン開幕前のRBライプツィヒとのテストマッチで決勝点を挙げ、そのシーズンはトップチームのベンチにしばしば召集されるようになった。
2014年3月13日、UEFAヨーロッパリーグでプロデビュー。4月6日のFCトゥーン戦ではリーグデビューを果たした。
2016年1月8日には出場機会を確保するため、FCアウクスブルクと4年半契約を結んだ。
その後FCザンクト・ガレンへの完全移籍を挟んだ後、2017年10月2日にバーゼルに5年契約で復帰した。14日のFCルガーノ戦でさっそく出場すると、同シーズンはリーグ戦で14ゴールを挙げチーム得点王となる。翌2018-19シーズンも再び14得点をたたき出した。2019-20シーズンの2019年7月19日のリーグ開幕戦FCシオン戦では1ゴール2アシストを記録した。

### ウェストハム
2019年8月8日、ウェストハム・ユナイテッドFCと移籍金800万ポンドで4年契約で移籍した。

### セルティック
2020年8月13日、セルティックFCと4年契約を結んだことが発表された。
2022年8月31日、SKシュトゥルム・グラーツにレンタル移籍。

### ガズィアンテプ
2023年9月4日、ガズィアンテプFKに移籍した。

## タイトル

### クラブ
バーゼル
- スーパーリーグ : 1回 (2014-15)
- スイス・カップ : 1回 (2018-19)

セルティック
- スコティッシュ・プレミアシップ : 1回 (2021-22)
- スコティッシュカップ : 1回 (2021-22)
- スコティッシュリーグカップ : 1回 (2021-22)

シュトルム・グラーツ
- オーストリア・カップ : 1回 (2022-23)

### 個人
- スーパーリーグ得点王 : 1回 (2017-18)